# Гресвельг
Гресвельг (давньосканд. Hræsvelgr, «трупоїд») — в германо-скандинавській міфології йотун.
Вважалося, що Гресвельг сидить «на краю неба» в личині орла. Вітер походить від змаху його крил. Згадується в «Старшій Едді» у «Мові Вафтрудніра».

## Гресвельг в культурі
- Гресвельг був одним з привидів, яких спіймали головні герої мультсеріалу «Екстремальні мисливці за привидами».